# Schloß Vogelöd
Schloß Vogelöd is een Duitse misdaadfilm uit 1921 onder regie van Friedrich Wilhelm Murnau. Destijds werd de film in Nederland uitgebracht onder de titel Het geheim van het jachtslot Vogelöd.

## Verhaal
Een aantal edellieden wachten in het jachtslot Vogelöd op de komst van barones Safferstätt. Maar eerst nodigt graaf Johann Oetsch zichzelf uit. Alle genodigden denken dat hij drie jaar eerder zijn broer heeft vermoord. Ze zijn dus niet blij met zijn komst. Graaf Oetsch blijft niettemin en hij gaat op zoek naar de identiteit van de echte moordenaar. 

## Rolverdeling
| Acteur           | Personage               |
| ---------------- | ----------------------- |
| Arnold Korff     | Heer von Vogelschrey    |
| Lulu Kyser-Korff | Centa von Vogelschrey   |
| Lothar Mehnert   | Graaf Johann Oetsch     |
| Paul Hartmann    | Graaf Peter Paul Oetsch |
| Paul Bildt       | Baron Safferstätt       |
| Olga Tschechowa  | Barones Safferstätt     |
| Victor Blütner   | Pater Faramund          |